# .nu
‎.nu‏ دامنه اینترنتی اختصاص داده شده به کشور نیووی است.